# پشته یخچالی

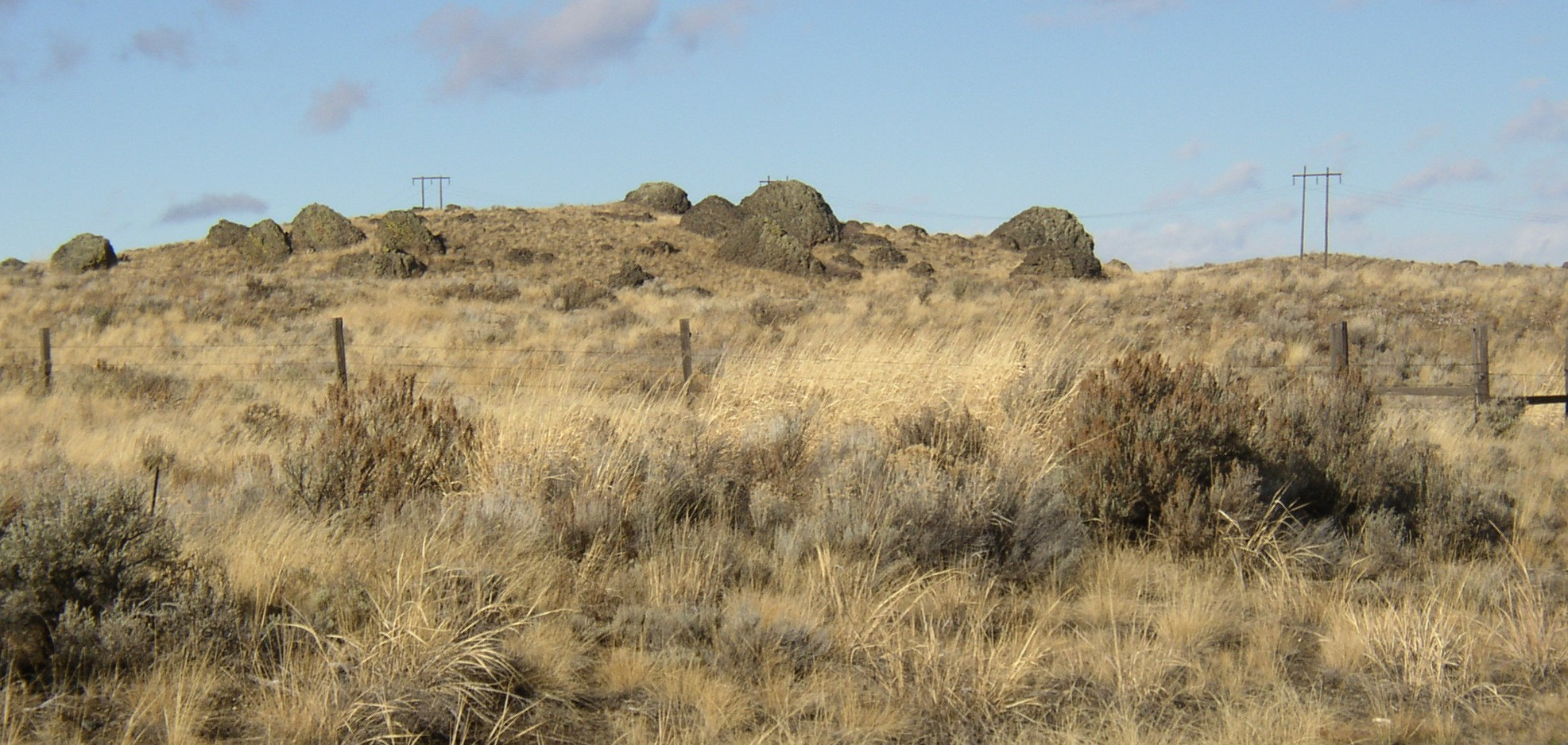
یک پشته یخچالی (کام) در فلات کلمبیا، ایالت واشینگتن

پشته یخچالی یا کام (Kame) یک عارضه ژئومورفولوژیکی و کپه و تپه‌ای از ماسه و سنگ‌ریزه است که از نهشته‌شدن رسوبات و مواد در در جلگه‌های آبرفتی یخچالی حاصل می‌شود. پادگانه کام (Kame Terrace) نیز توده‌ای باریک و پادگانه‌ای شکل است که از توده‌های لایه‌لایه در حدفاصل بین یخچال و دیواره دره آن ایجاد می‌شود.